# Scytodes longipes simplex
Scytodes longipes là một phân loài nhện trong họ Scytodidae.
Loài này thuộc chi Scytodes. Scytodes longipes simplex được Pelegrin Franganillo-Balboa miêu tả năm 1926.